# 欧缨虫属
欧缨虫属（学名：Oriopsis）为缨鳃虫科的一个属。
现为Amphicorina Claparède, 1864的异名。

## 下属物种
本属包括以下物种：
- 埃氏欧缨虫 Oriopsis cf. ehlersi Day, 1961